# Berger d'Asie centrale
Le chien de berger d'Asie centrale (sredneasiatskaïa ovtcharka) est une race de chiens originaire de Turkménistan. La race, d'origine très ancienne, est probablement issue de croisements entre le dogue du Tibet et le gampr arménien. La sélection naturelle des régions montagneuses du sud de l'Oural et de la mer Caspienne est le principal « créateur » de la race.
Le chien de berger d'Asie centrale est un chien de montagne de grande taille, de construction grossière et massive. La tête est massive avec un museau volumineux de forme rectangulaire. Les oreilles sont traditionnellement coupées très courtes. La queue est également écourtée. La robe admet deux types de poil (poil court et poil long) et accepte de nombreuses couleurs hormis le bleu, le marron et le manteau noir sur fond fauve.
Le chien de berger d'Asie centrale est un chien doté d'un fort instinct de protection et de caractère calme, équilibré et courageux. Outre son utilisation en tant que chien de berger, il est doté d'aptitude comme chien de garde.

## Historique
Le berger d'Asie centrale est probablement issu de croisements entre le dogue du Tibet et le gampr arménien. Il s'agit d'une race naturelle, dont le développement est essentiellement issu de la sélection naturelle dans sa région d'origine qui s'étend de la mer Caspienne à l'Afghanistan en passant par l'Oural. Le berger d’Asie centrale était utilisé pour protéger le bétail, les caravanes et l'habitation de son propriétaire.
Le berger d’Asie centrale est bien représenté dans les républiques d’Asie centrale, mais c'est une race rare dans le reste de l'Europe. Entre 1995 et 2012, 113 sujets ont été enregistrés dans le Livre des origines français, à raison d'environ 6 inscriptions par an en moyenne.

## Standard
Le berger d’Asie centrale est un chien de grande taille, de construction grossière et massive. Le corps est fort, musclé et volumineux mais les muscles ne sont pas visibles. Le dimorphisme sexuel est bien défini. La longueur du corps dépasse de très peu la hauteur au garrot. Attachée haut, la queue est en forme de faucille, portée tombante. Elle atteint le jarret si elle n'est pas coupée. Les membres ont une ossature forte, parallèles et droits. Les membres postérieurs sont légèrement plus écartés que les antérieurs. Les allures sont équilibrées et élastiques. Le trot est allongé, bien propulsé par les postérieurs.
La tête est massive et bien proportionnée à l’ensemble, de forme presque rectangulaire. Le museau tronqué est de forme rectangulaire et très volumineux ; il diminue très peu vers la truffe. Le stop est modérément marqué. La truffe est noire chez les chiens noirs, plus claire chez les chiens à robe claire. De taille moyenne, les yeux de forme ovale, bien espacés, sont de couleur brun à noisette, de préférence foncé. De taille moyenne, les oreilles sont petites, pendantes, attachées bas, de forme triangulaire. Les oreilles sont traditionnellement coupées très courts dans les pays où la législation l'y autorise.
Le poil est abondant, grossier, droit avec un sous-poil bien développé. Sur la tête et la face antérieure des membres, le poil est plus court. Il est souvent plus long que le garrot. Deux variétés de longueurs de poils existent : poil long et poil court. De longueur de 7 à 8 cm, le poil long forme une crinière sur le cou, des franges derrière les oreilles, sur les faces postérieures des membres et sur la queue. De longueur de 3 à 5 cm, le poil court est lisse. Toutes les couleurs de robe sont acceptées sauf le bleu, le marron et la présence d'un manteau noir sur la couleur fauve.

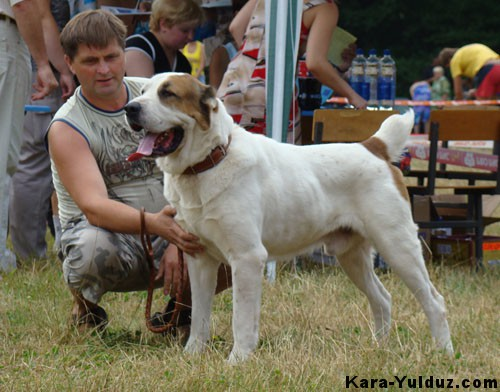
Un berger d'Asie centrale à poil court.
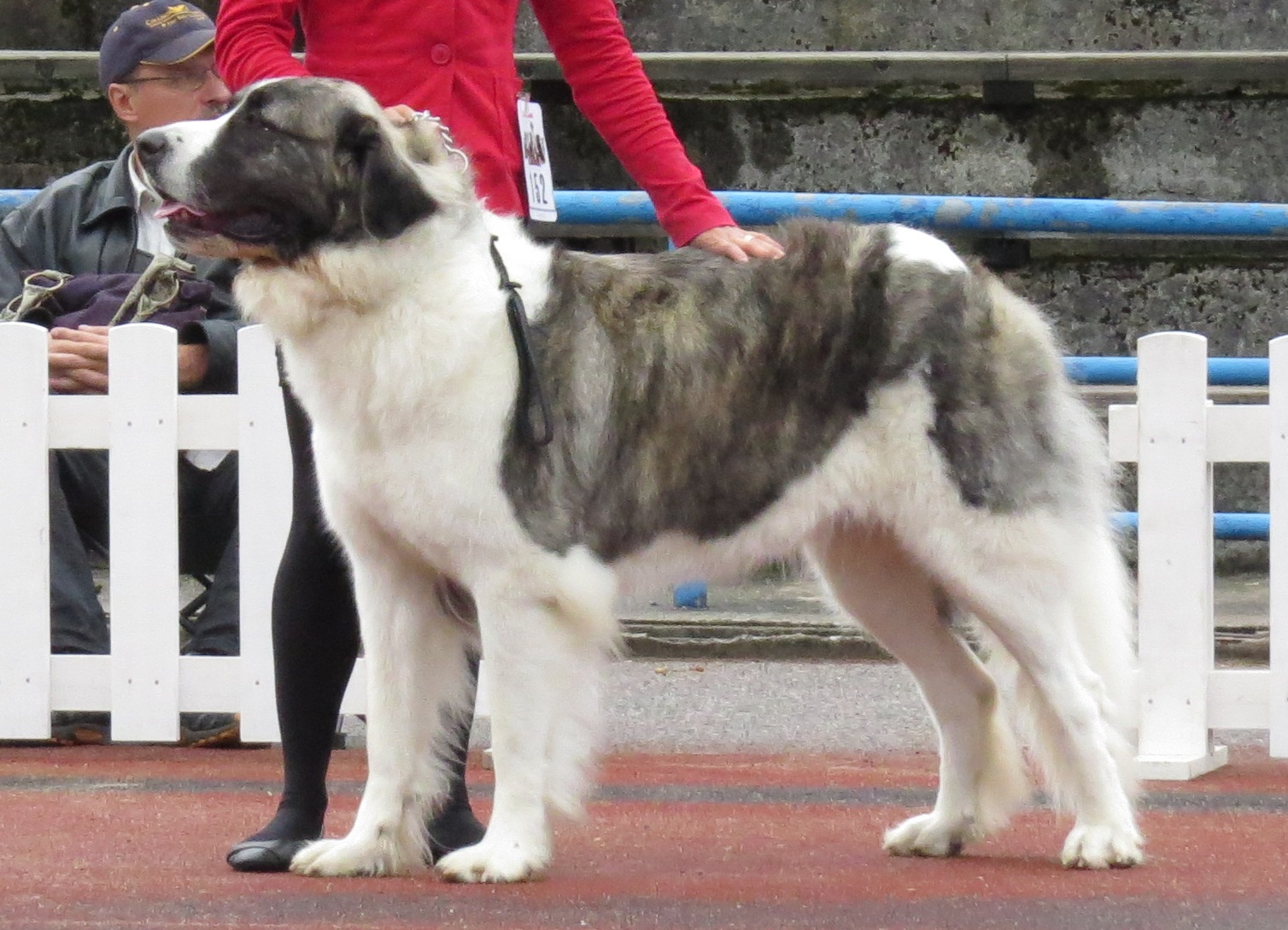
Un berger d'Asie centrale, oreilles et queue non coupées.
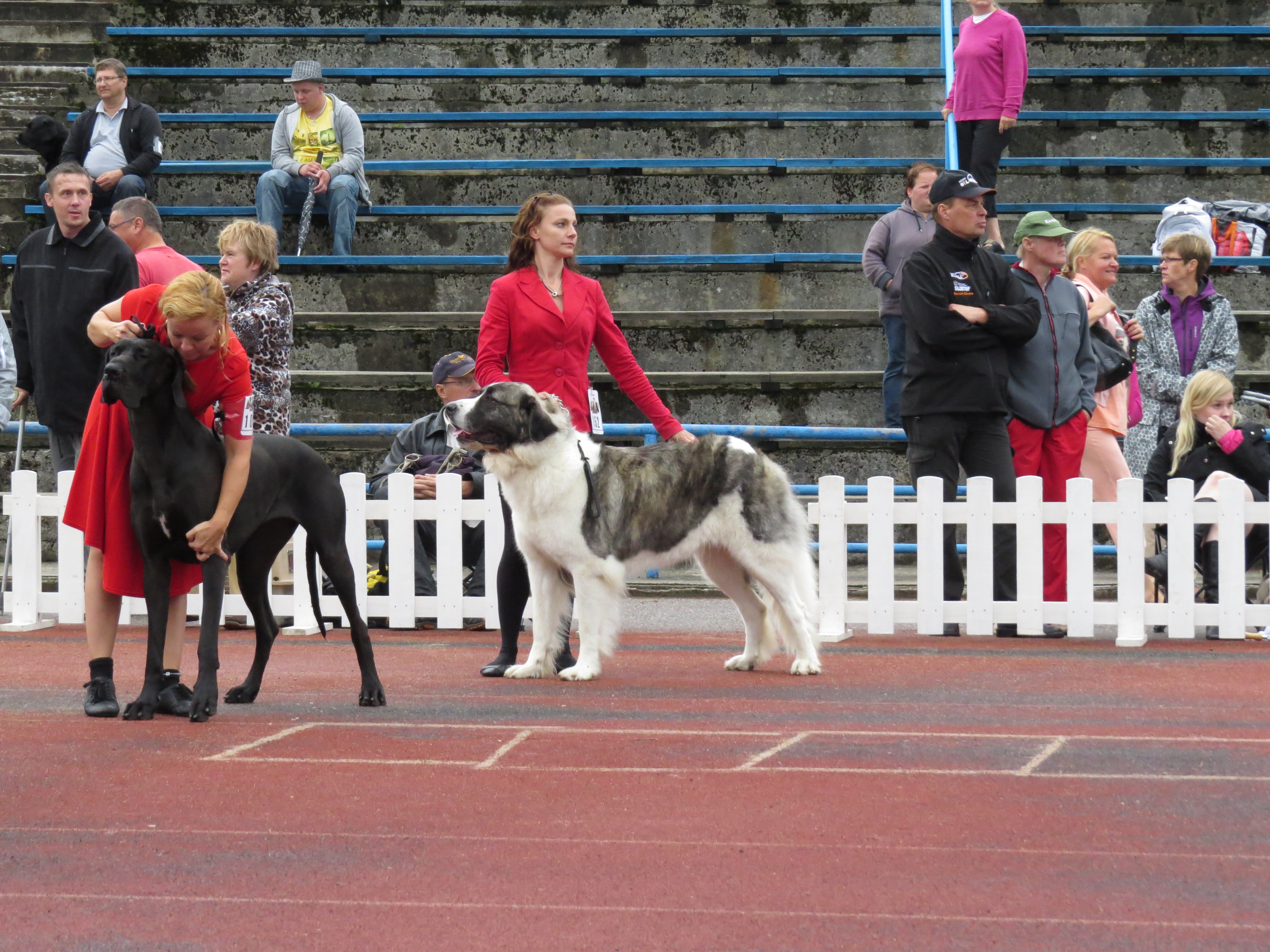
Le berger d'Asie centrale est de grande taille. Ici, comparaison avec un dogue allemand.

## Caractère
Le berger d'Asie centrale est décrit dans le standard de la FCI comme confiant, calme, équilibré, courageux et indépendant. Méfiant envers les étrangers, le berger d’Asie centrale est peu exigeant et s'adapte à différentes conditions climatiques. C’est un chien plutôt agressif et mordant et le dressage ne doit pas exacerber ses caractéristiques sous peine d’obtenir un animal difficilement contrôlable, notamment pour les mâles.

## Utilité

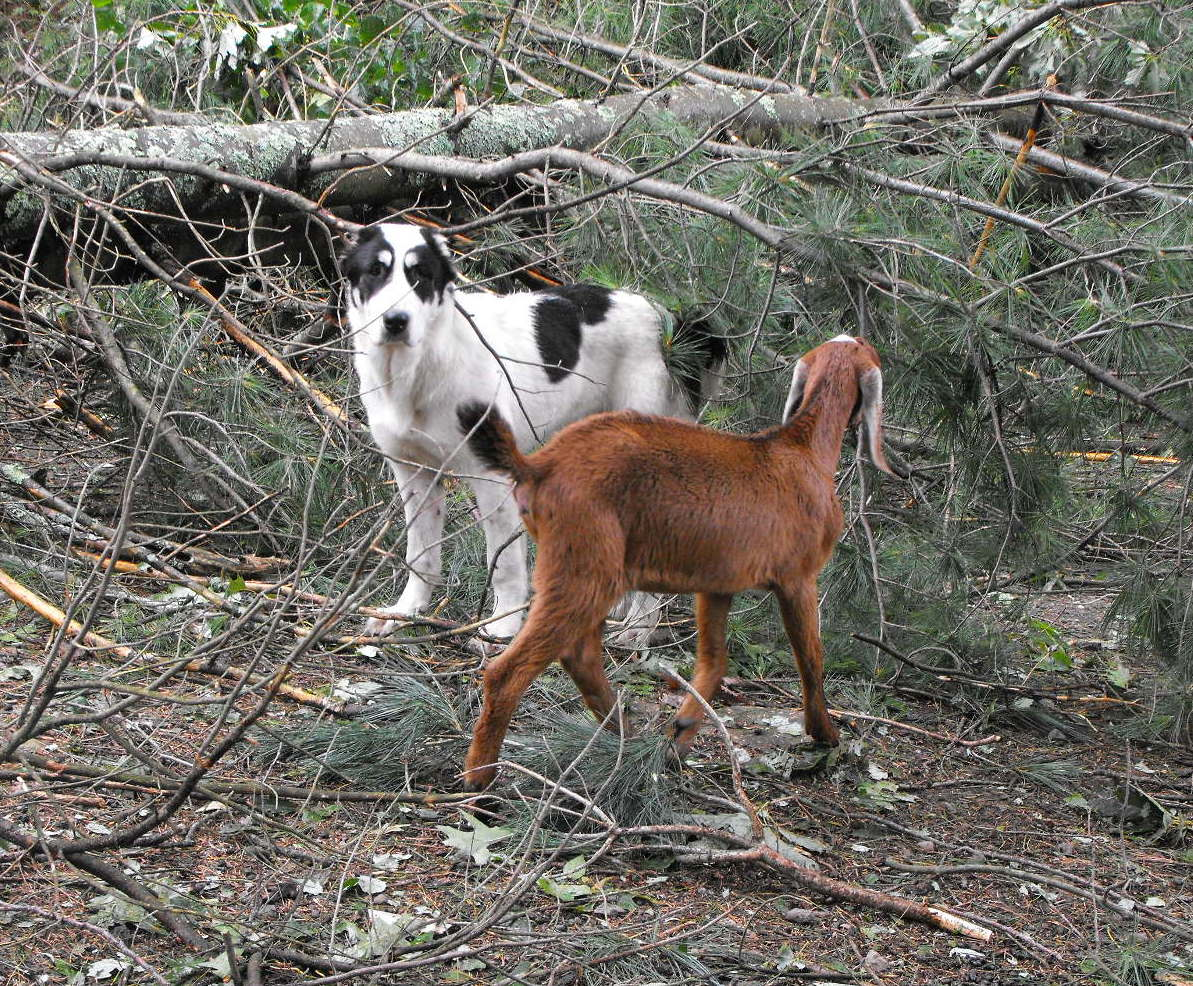
Berger d'Asie centrale face à une chèvre de Nubie.

Le berger d'Asie centrale est utilisé comme un chien de berger. Il ne s'agit pas d'un chien de conduite mais d'un chien de protection des troupeaux. Il est doté d'une capacité de travail importante et courageux contre les grands prédateurs. Le berger d'Asie centrale possède naturellement des aptitudes pour la garde.

## Santé

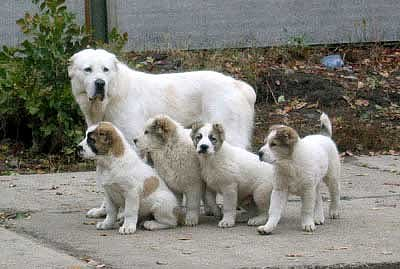
Le berger d'Asie centrale n'atteint sa maturité qu'à partir de trois ans.

### Dysplasie de la hanche
Comme la plupart des chiens de grande taille, le chien de berger d'Asie centrale peut être sujet à la dysplasie de la hanche, une malformation héréditaire très douloureuse pour le chien. En France, en 2011, les 7 sujets testés sous l'égide du Club des chiens de bergers de l'Est et italiens ont montré que 20 % des bergers yougoslaves étaient de type A (exempt de malformation), 40 % de type B et 20 % de type C, 20 % de type D et aucun de type E, ces trois derniers types étant interdits ou déconseillés à la reproduction.